# ميريام سيرويس
ميريام سيرويس (بالإنجليزية: Myriam Sirois)‏، ممثلة أداء صوتي كندية ولدت 2 فبراير 1975 في سيبت-إليس، كيبك.

## أدوارها في الأنمي

### مسلسلات أنمي تلفزيوني
- غارو دنسيتسو: ذا موشن بكتشر - سوليا غاوديمس
- رانما ½ - أكاني تندو

### أوفا أنمي
- ذا هاكيندن - هيناغينو
- بوكو نو تشيكيو أو ماموتيه - صديق أليس، ساكورا كوكشو، شوسران
- رانما ½ - أكاني تندو

### أفلام أنمي
- أفلام رانما ½ - أكاني تندو

- ميريام سيرويس على موقع IMDb (الإنجليزية)
- ميريام سيرويس على موقع قاعدة بيانات الفيلم (الإنجليزية)